# Katjes
Katjes er et tysk slikmærke, som både producerer vingummi og lakrids. Et vigtigt koncept i produktet er, at det kun skal indeholde naturlige produkter. Derfor indeholder Katjes ikke kunstige farvestoffer. Flere af Katjes produkter indeholder ikke animalsk gelatine.

## Historie
Den første Katjes-fabrik opstartede i Emmerich (Tyskland) i 1950. Den startede som en lakrids-fabrik med deres klassiske produkt; kattekillingen. Katjes betyder på hollandsk killinger. Iværksætteren var Klaus Fassin, som allerede i 1910 havde skabt sin første Katjes, men valgte at vente 40 år med at markedsføre den. Opskriften kom fra faderens, Xaver Fassin, rejse i Sicilien, og derfor har man valgt at beholde virksomheden i familiens eje.
Fabrikken har senere udviklet verdens første yoghurt-vingummi og lavet vingummier og nye lakridser. De senere år har Katjes overtaget andre dele af markedet ved køb af bolsje-, pebermynte-,konfekt- og lakridsproducenter.

### Dagens situation
Efter opkøbene er Katjes den tredjestørste slikproducent i Tyskland med en årlig produktion på 56.000 tons slik. Det svarer til 280 mio. poser (hvis poserne vejer 200 gram). De har stadig hovedsæde i Emmerich, men har også oprettet 4 andre fabrikker rundt om i Tyskland. Det bliver ikke solgt over hele verden, men det er at finde på hylderne i Tyskland og de fleste nabolande samt Sydafrika, Singapore og Australien. .

## Reklame
I TV-reklamer har Katjes i de seneste år markedsført sig med slogannet "Katjes – jes, jes, jes", der ofte er sagt af attraktive kvinder som Heidi Klum eller Lena Gercke. I Danmark er det tyske lydsspor blevet erstattet med et dansk.